# Casabianca (U-Boot, 1937)
Die Casabianca (Q 183) war ein U-Boot der französischen Marine im Zweiten Weltkrieg. Der Name des Bootes geht auf den napoleonischen Marineoffizier Luc-Julien-Joseph Casabianca zurück. Die Casabianca erlangte einige Berühmtheit, als sie im November 1942 angesichts des deutschen Einmarsches in Südfrankreich aus dem Hafen von Toulon ausbrechen und sich nach Französisch-Nordafrika absetzen konnte. Für seinen Einsatz wurde das Boot als einzige schwimmende Einheit der französischen Marine mit dem Orden der Ehrenlegion und dem Kriegskreuz 1939–45 ausgezeichnet. 

## Konstruktive Merkmale
Siehe auch: Konstruktive Merkmale des 1500-Tonnen-Typs
Das U-Boot gehörte der Agosta-Klasse an, die die dritte und letzte Baugruppe des 1922 entwickelten 1500-Tonnen-Typs war. Die Boote galten als schnell und sehr wendig. Sie hatten eine hohe Überwasserreichweite und boten für damalige Verhältnisse gute Lebensbedingungen für die Besatzung. Die Bewaffnung mit insgesamt elf Torpedorohren war sehr stark. Ein Manko stellte die externe Anordnung von sieben Rohren dar, da sie nicht auf hoher See nachgeladen werden konnten.

## Geschichte
Siehe auch: Einsatzgeschichte des 1500-Tonnen-Typs und Einsatzgeschichte der Agosta-Klasse
Während des Sitzkrieges (September 1939 – Mai 1940) unternahm das U-Boot mehrere erfolglose Feindfahrten in der Nordsee und vor die norwegische Küste.
Nach der Kapitulation Frankreichs am 22. Juni 1940 verblieb die Casabianca im Dienst der offiziellen französischen Marine, die unter der Kontrolle des deutschfreundlichen Vichy-Regimes stand. Das Boot wurde demobilisiert. Dem Kommandanten Jean L’Herminier gelang es aber, gegen seine Befehle, das Boot seetüchtig zu halten. Beispielsweise konnte er auf illegalem Weg 85 m³ Treibstoff bunkern.
Als Reaktion auf die Alliierte Invasion in Nordafrika besetzte die Wehrmacht im November 1942 auch den unter Kontrolle Vichys stehenden südlichen Rest Frankreichs. Deutsche Einheiten versuchten den Hafen von Toulon schnellstmöglich zu besetzen, um die dort liegende französische Flotte zu erbeuten. Den französischen Seeleuten gelang es allerdings, die meisten Schiffe selbst zu zerstören. Aufgrund der befehlswidrigen Vorbereitungen ihres Kommandanten war die Casabianca fahrbereit und konnte sich dem Beschuss der Verfolger durch Tauchen entziehen. Sie entkam nach Algier und schloss sich dort den französischen Streitkräften unter François Darlan und Henri Giraud an. Dieselbe Operation gelang auch dem Requin-Klasse-Boot Marsouin und dem L’Espoire-Klasse-Boot Le Glorieux.
Zwischen Dezember 1942 und 1944 führte die Casabianca sieben Geheimmissionen durch, in deren Verlauf sie Waffen, Ausrüstung und Personen nach Korsika und in die Provence zur Unterstützung des Maquis transportierte. Ihre bemerkenswerteste Leistung war, als sie bei ihrem letzten geheimen Einsatz 100 Elitesoldaten nach Korsika brachte.
Nach der Befreiung Korsikas wurde das U-Boot von einem britischen Flugzeug irrtümlich angegriffen und beschädigt. Die Reparaturmaßnahmen in Philadelphia dauerten bis März 1945 an. Die Casabianca war das einzige Boot der Agosta-Klasse, das den Krieg überstand.
Das U-Boot wurde 1952 aus dem Flottenregister gestrichen und 1956 verschrottet. Allerdings blieb der Turm erhalten und ist seit 2004 in Bastia als Denkmal ausgestellt.
1951 drehte Georges Péclet einen Film über die Geschichte der Casabianca.